# الإمارة الغانمية

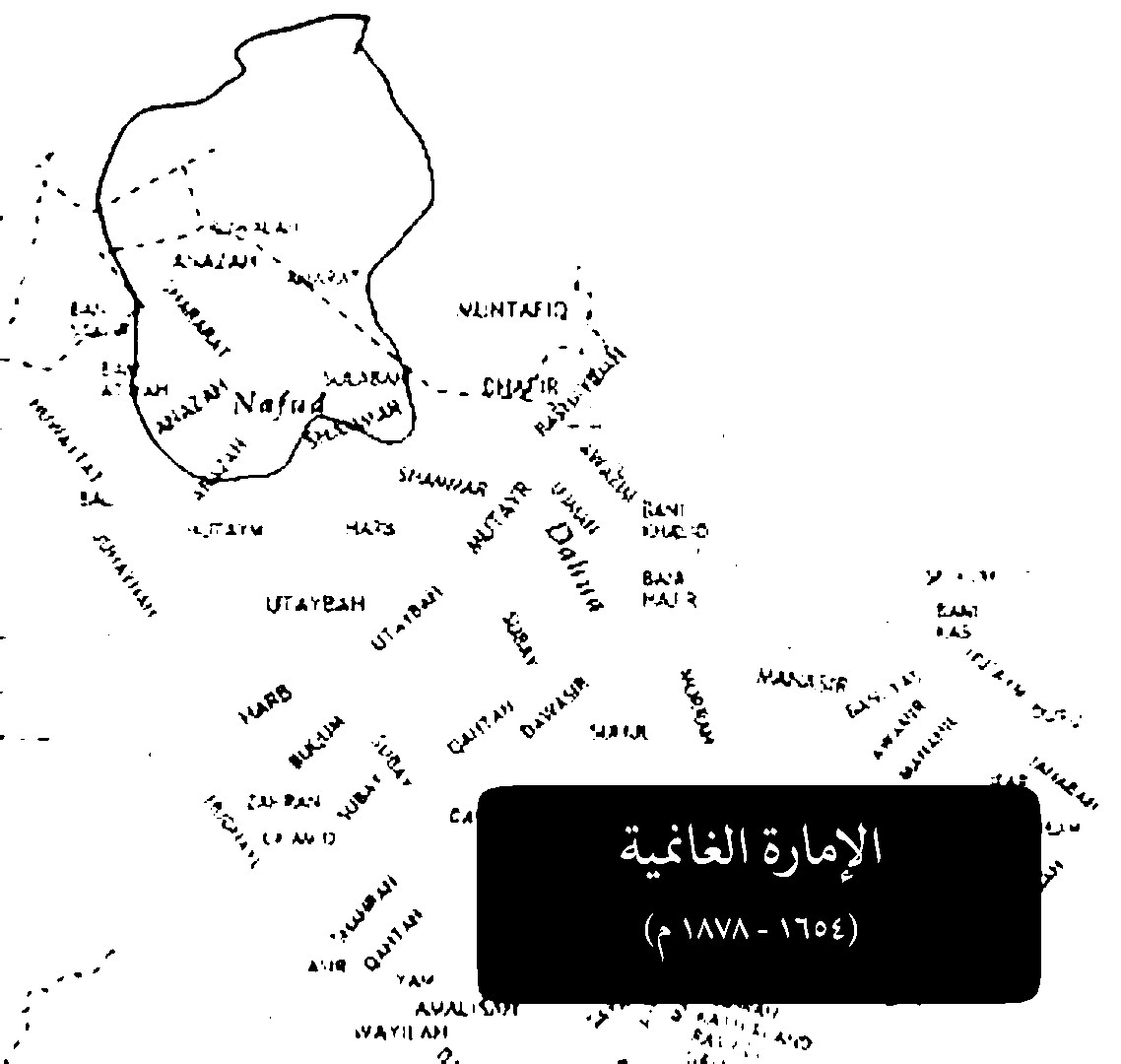
دولة آل غنام في اقصى اتساع لها

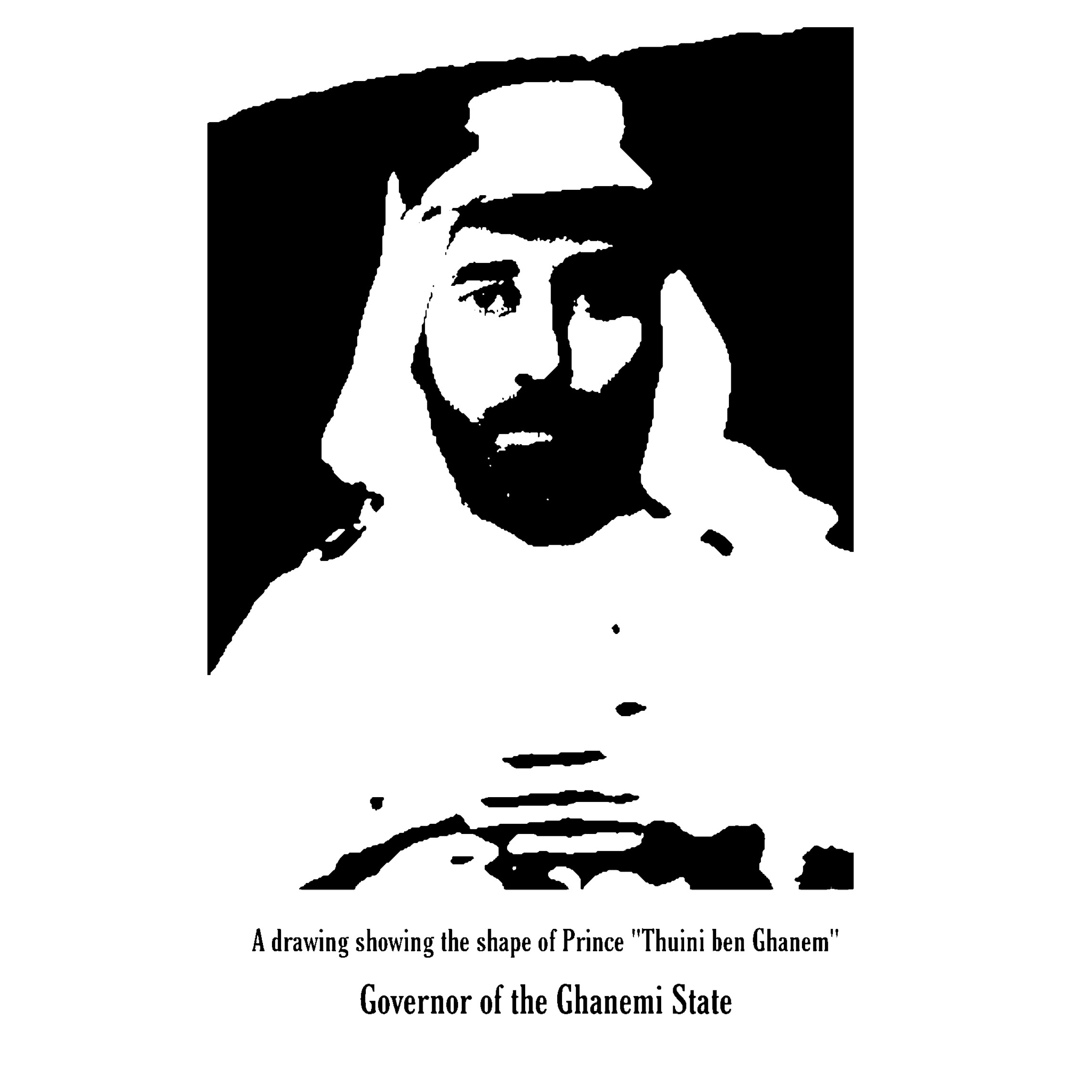
الأمير ثويني بن غانم الحسيني حاكم الإمارة الغاتمية

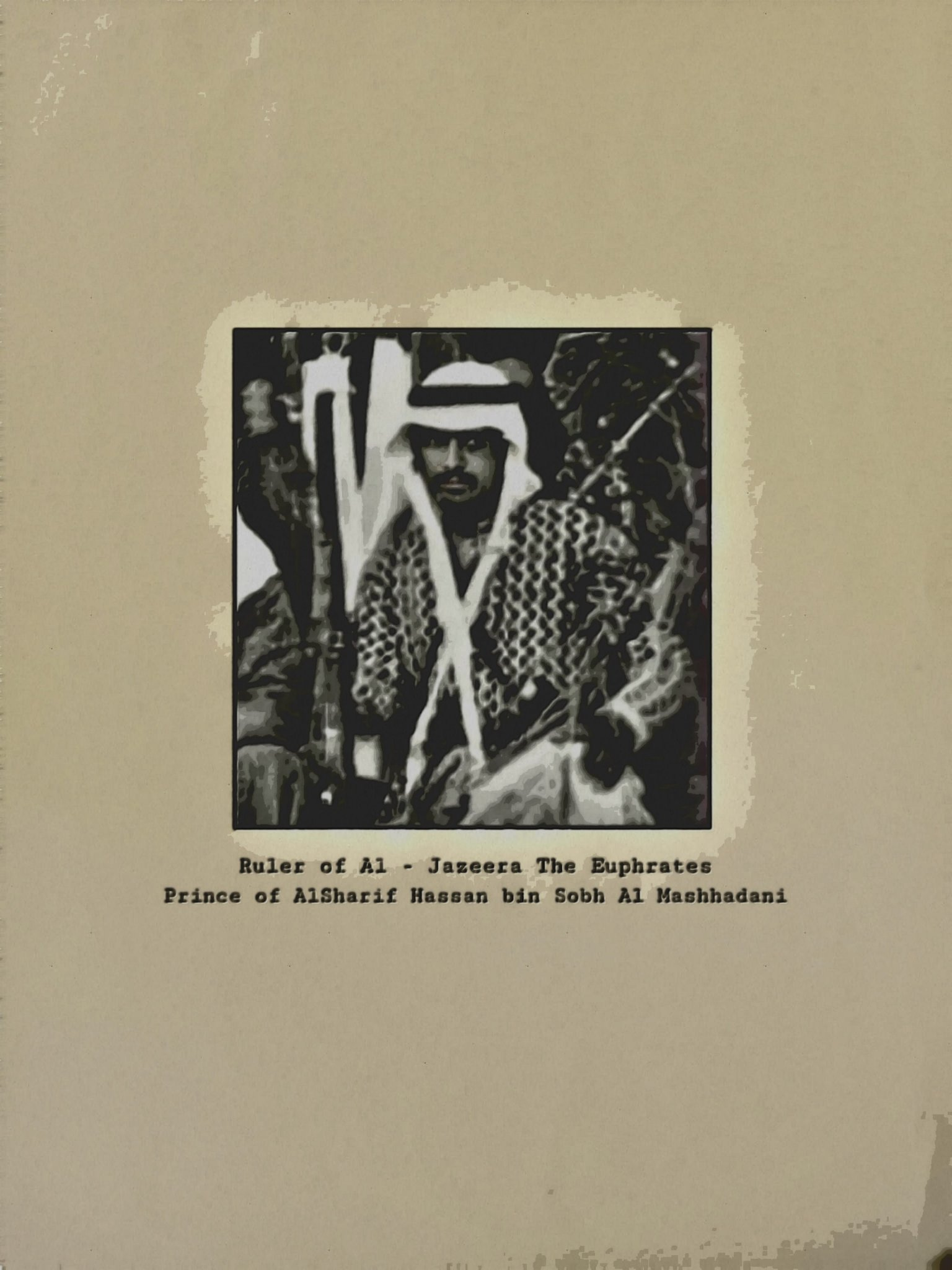
أخر حكام الإمارة الغانمية الأمير الشريف حسن بن صبح الحسيني.

إمارة الغنانيم أو إمارة البو غنام أو إمارة الفرات هي دولة تأسست عام 1654م في مدينة دير الزور واستقلت كلياً عن الدولة العثمانية شملت بنفوذها نصف مساحتي العراق والأردن ووصلت لمنطقة نجد، على يد الأمير ثويني بن غانم المشهداني، ويعود نسب الأسرة الحاكمة إلى قبيلة الأشراف من نسل الرسول ﷺ.

## النسب
يعود نسب آل غنام إلى الشريف غنام بن محمد بن حمد بن غنيمة «علي» بن عبد الله بن محمد بن مسلم بن منصور بن مسلم ابن أبو بكر ابن إبراهيم ابن أبو بكر ابن إبراهيم ابن إسماعيل بن جعفر بن إسماعيل بن يعقوب بن علي بن محمد بن عبد الله بن علي بن جعفر بن علي بن محمد بن علي بن موسى بن جعفر بن محمد بن علي بن الحسين بن علي بن أبي طالب.
وتعرف هذه العائلة اليوم بعشيرة آل غنام أحد فروع قبيلة السادة المشاهدة الأشراف.

## النشأة
نشأت هذه الدولة بعد هجرة الشريف جابر بن حسين المشهداني من وادي العقيق في المدينة المنورة الذي ينتمي للدوحة الهاشمية، بعد أن ضاقت به الأحوال، فقرر الهجرة للشام ووصل منطقة الفرات وأستقر فيها مع عائلته، فكان يرى ظلم الدولة العثمانية للعرب والتمييز العنصري بين العرب والأتراك وكان كارهاً للحكم الاجنبي غير العربي، فبدأ يهاجم المستعمرات التركية وقتل في أحد هذه المعارك.
فترعرع إبنه الذي يدعى غانم على الكُره للدولة العثمانية بعد قتلهم والده، فهاجم مرة متصرفية الزور وقتل المتصرف آنذاك فذاع صيت هذا الشاب، فجائته بعض القبائل وبايعته على قتال الترك وطردهم من الجزيرة الفراتية، إلا انه مرض وتوفي بعد مدة على إثر المرض فترك وراءه ابنان هما، محمد وثويني الذي أسس هذه الدولة بعد قيامه بثورة ضد الدولة العثمانية فطردها من منطقة الجزيرة الفراتية وجاءته القبائل وبايعته فأقام دولة تعرف بإمارة الغنانيم وصلت رقعة نفوذها لجبل شمر في نجد وشملت نصف مساحتي العراق والأردن وسوريا أيضاً.

## قائمة الحكام
1. الأمير ثويني بن غانم الحسيني.[4]

1. الأمير صبح الأول بن ثويني الحسيني.
2. الأمير سلامة بن صبح الحسيني.
3. الأمير صبح الثاني بن سلامة الحسيني.
4. الأمير حسن بن صبح الحسيني.